# Гамзаев, Мухтар Сахратулаевич
Мухтар Сахратулаевич Гамзаев (род. 24 апреля 1992, Махачкала) — российский самбист, чемпион и призёр чемпионатов России по боевому самбо, чемпион Европы, обладатель Кубка России, призёр и победитель Кубка мира, Заслуженный мастер спорта России. Родился и живёт в Махачкале. 1 октября 2015 года в Кстово стал обладателем Кубка России. Член сборной команды страны с 2016 года. 10 ноября 2017 года выиграл чемпионат мира в Сочи. 28 февраля 2023 года в Перми, одолев в финале Алдара Намсараева, стал чемпионом России. В ноябре 2024 года Гамзаев стал бронзовым призёром чемпионата мира в Астане.

## Спортивные результаты
- Кубок России по самбо 2015 — ;
- Чемпионат России по боевому самбо 2016 — ;
- Чемпионат России по боевому самбо 2017 — ;
- Чемпионат России по самбо 2018 — ;
- Чемпионат России по самбо 2019 — ;
- Чемпионат России по самбо 2020 — ;
- Чемпионат России по самбо 2022 — ;
- Чемпионат России по самбо 2023 — ;
- Чемпионат России по самбо 2024 — ;